# Labatut-Figuières
Pour les articles homonymes, voir Labatut.
Labatut-Figuières, est une commune française, située dans le département des Pyrénées-Atlantiques en région Nouvelle-Aquitaine.
Le gentilé est Labatutais.

## Géographie

### Localisation
La commune de Labatut-Figuières se trouve dans le département des Pyrénées-Atlantiques, en région Nouvelle-Aquitaine.
Elle se situe à 39 km par la route de Pau, préfecture du département, et à 26 km de Morlaàs, bureau centralisateur du canton du Pays de Morlaàs et du Montanérès dont dépend la commune depuis 2015 pour les élections départementales.
La commune fait en outre partie du bassin de vie de Maubourguet.
Les communes les plus proches sont : 
Monségur (1,0 km), Castéra-Loubix (2,6 km), Vidouze (3,3 km), Lahitte-Toupière (3,6 km), Luc-Armau (3,8 km), Larreule (3,8 km), Caixon (4,1 km), Lamayou (4,6 km).
Sur le plan historique et culturel, Labatut-Figuières fait partie de la province du Béarn, qui fut également un État et qui présente une unité historique et culturelle à laquelle s’oppose une diversité frappante de paysages au relief tourmenté.

### Communes limitrophes
Les communes limitrophes sont Caixon, Larreule, Vidouze, Castéra-Loubix, Lamayou et Monségur.
|                           | Monségur          | Larreule (Hautes-Pyrénées) |
| Vidouze (Hautes-Pyrénées) | Labatut-Figuières | Caixon (Hautes-Pyrénées)   |
| Castéra-Loubix            | Lamayou           |                            |

### Hydrographie

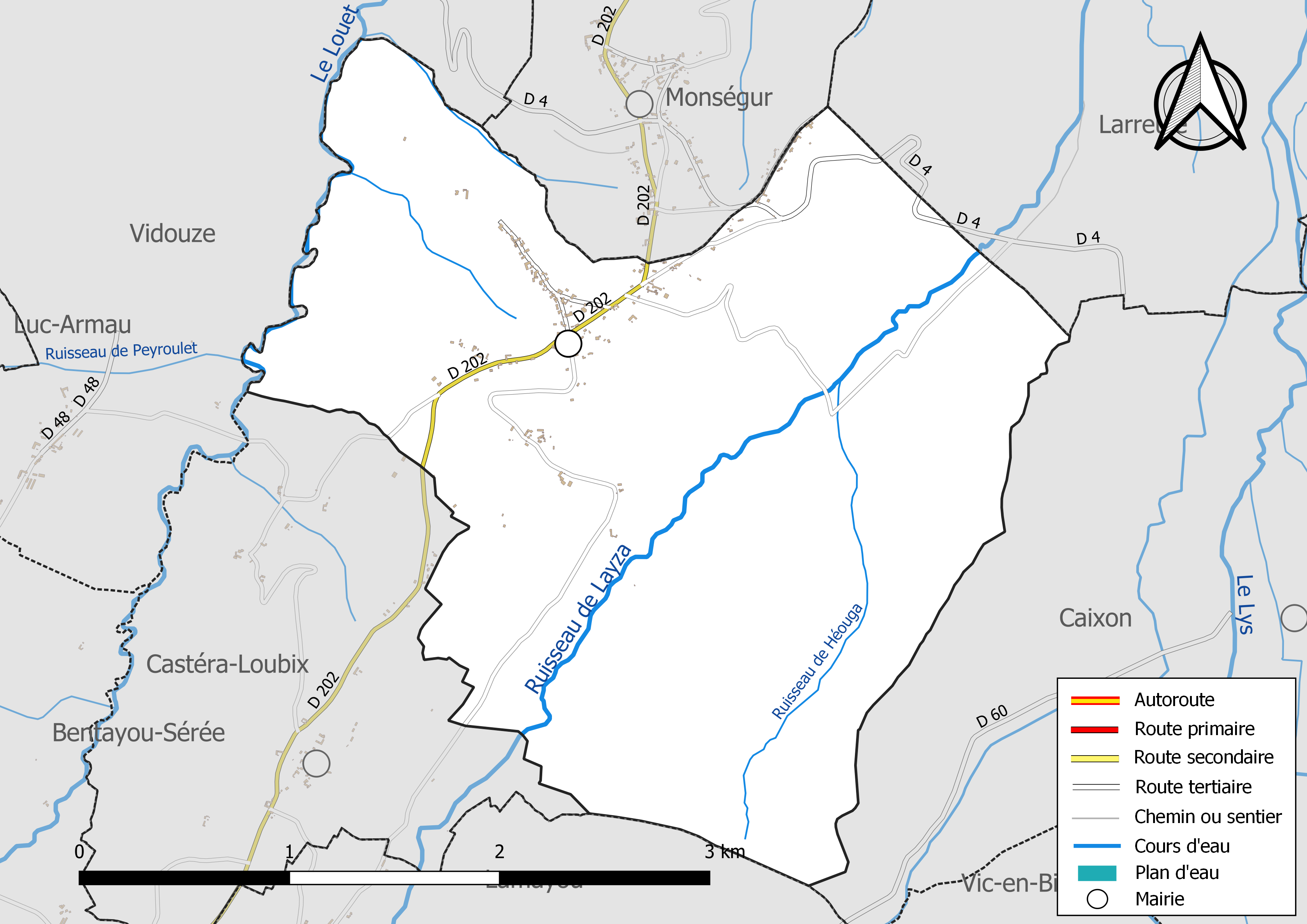
Réseaux hydrographique et routier de Labatut.

La commune est drainée par le Louet, le Ayza, le ruisseau de Héouga, le ruisseau de Peyroulet, et par divers petits cours d'eau, constituant un réseau hydrographique de 9 km de longueur totale,.
Le Louet, d'une longueur totale de 44,3 km, prend sa source dans la commune de Gardères et s'écoule du sud vers le nord. Il traverse la commune et se jette dans l'Adour à Castelnau-Rivière-Basse, après avoir traversé 22 communes.
Le Ayza, d'une longueur totale de 27,5 km, prend sa source dans la commune de Montaner et s'écoule du sud vers le nord. Il traverse la commune et se jette dans le Louet à Hères, après avoir traversé 13 communes.

### Climat
Pour des articles plus généraux, voir Climat de la Nouvelle-Aquitaine et Climat des Pyrénées-Atlantiques.
Historiquement, la commune est dans une zone de transition entre les climats océaniques aquitain et montagnard.  
En 2020, Météo-France publie une typologie des climats de la France métropolitaine dans laquelle la commune est exposée à un climat de montagne et est dans une zone de transition entre les régions climatiques « Aquitaine, Gascogne » et « Pyrénées atlantiques »0.
Pour la période 1971-2000, la température annuelle moyenne est de 13,1 °C, avec une amplitude thermique annuelle de 14,6 °C. Le cumul annuel moyen de précipitations est de 1 035 mm, avec 11,3 jours de précipitations en janvier et 7,9 jours en juillet. Pour la période 1991-2020, la température moyenne annuelle observée sur la station météorologique la plus proche, située sur la commune de Maubourguet à 7 km à vol d'oiseau, est de 13,5 °C et le cumul annuel moyen de précipitations est de 904,3 mm,. Pour l'avenir, les paramètres climatiques de la commune estimés pour 2050 selon différents scénarios d’émission de gaz à effet de serre sont consultables sur un site dédié publié par Météo-France en novembre 2022.

### Milieux naturels et biodiversité
L’inventaire des zones naturelles d'intérêt écologique, faunistique et floristique (ZNIEFF) a pour objectif de réaliser une couverture des zones les plus intéressantes sur le plan écologique, essentiellement dans la perspective d’améliorer la connaissance du patrimoine naturel national et de fournir aux différents décideurs un outil d’aide à la prise en compte de l’environnement dans l’aménagement du territoire.
Une ZNIEFF de type 2 est recensée sur la commune, : 
le « plateau de Ger et coteaux de l'Ouest tarbais » (6 409,37 ha), couvrant 26 communes dont 6 dans les Pyrénées-Atlantiques et 20 dans les Hautes-Pyrénées.

## Urbanisme

### Typologie
Au 1er janvier 2024, Labatut-Figuières est catégorisée commune rurale à habitat dispersé, selon la nouvelle grille communale de densité à sept niveaux définie par l'Insee en 2022.
Elle est située hors unité urbaine et hors attraction des villes,.

### Occupation des sols

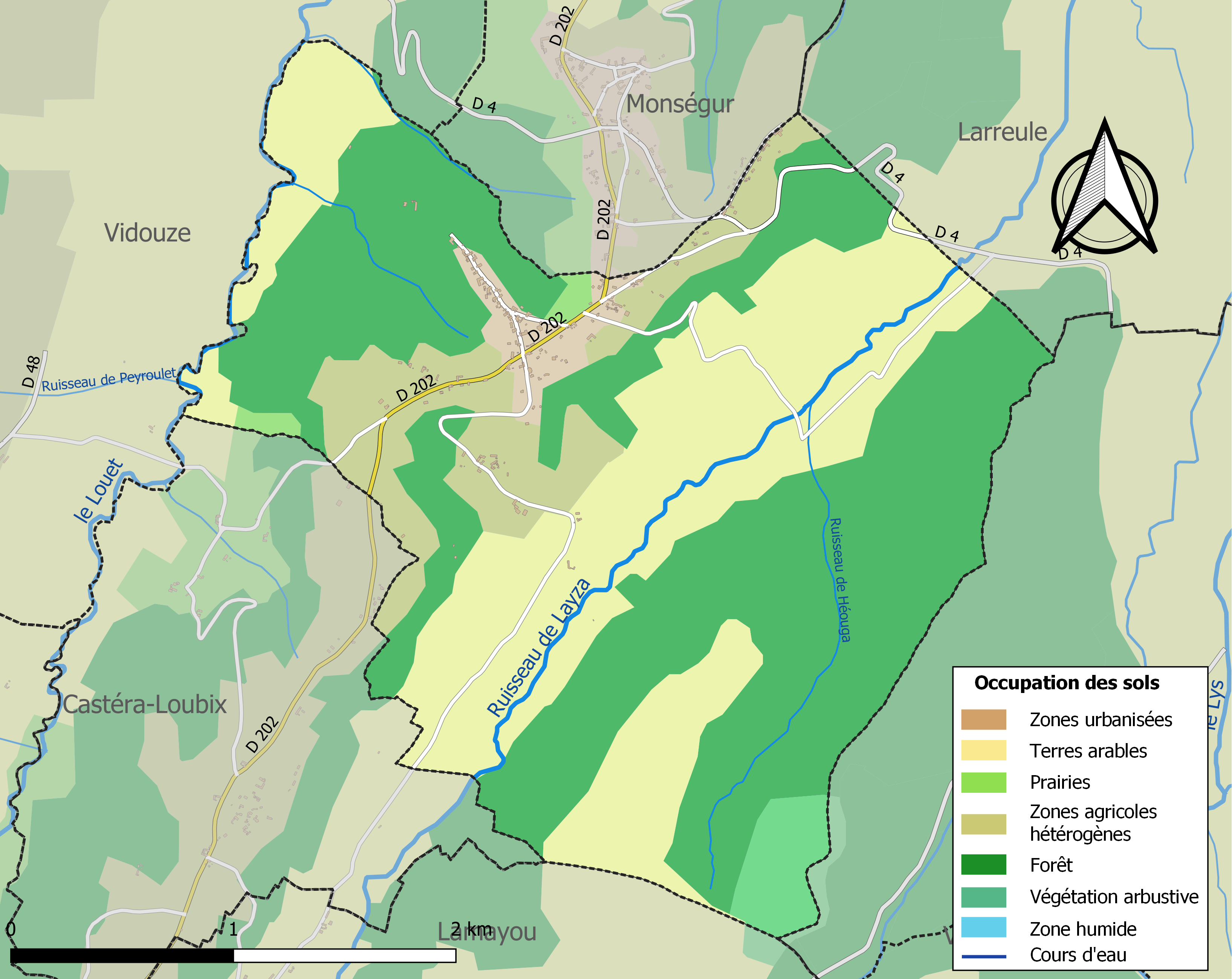
Carte des infrastructures et de l'occupation des sols de la commune en 2018 (CLC).

L'occupation des sols de la commune, telle qu'elle ressort de la base de données européenne d’occupation biophysique des sols Corine Land Cover (CLC), est marquée par l'importance des forêts et milieux semi-naturels (50,7 % en 2018), une proportion sensiblement équivalente à celle de 1990 (50,8 %). La répartition détaillée en 2018 est la suivante : 
forêts (48,2 %), terres arables (35,2 %), zones agricoles hétérogènes (10,9 %), zones urbanisées (2,6 %), milieux à végétation arbustive et/ou herbacée (2,4 %), prairies (0,6 %).
L'IGN met par ailleurs à disposition un outil en ligne permettant de comparer l’évolution dans le temps de l’occupation des sols de la commune (ou de territoires à des échelles différentes). Plusieurs époques sont accessibles sous forme de cartes ou photos aériennes : la carte de Cassini (XVIIIe siècle), la carte d'état-major (1820-1866) et la période actuelle (1950 à aujourd'hui).

### Lieux-dits et hameaux
- Château de Navailles.

### Voies de communication et transports
La commune est desservie par la route départementale 202.

## Toponymie
Le toponyme Labatut apparaît sous les formes 
Labatut-Figuera (1536, réformation de Béarn), 
Labatut-Figuière (1728, dénombrement de Labatut) et 
Labatut-Figuère (1863, dictionnaire topographique Béarn-Pays basque).
Son nom béarnais est Labatut-Higuèra ou Labatut-Higuère.
Le château de Navailles est également mentionné en 1863 dans le dictionnaire topographique Béarn-Pays basque.
La commune de Labatut change officiellement de nom pour devenir Labatut-Figuières en janvier 2022.

## Histoire
Paul Raymond note qu'en 1385, Labatut comptait treize feux et dépendait du bailliage de Montaner.

## Politique et administration

### Liste des maires
| Période                                  | Période  | Identité           | Étiquette | Qualité |
| ---------------------------------------- | -------- | ------------------ | --------- | ------- |
| Les données manquantes sont à compléter. |          |                    |           |         |
| 1995                                     | 2001     | Patrick Ténart     |           |         |
| 2001                                     | En cours | Jean-Marc Laffitte |           |         |

### Intercommunalité
Labatut-Figuières fait partie de quatre structures intercommunales :
- le SIVOM du canton de Montaner ;
- le syndicat d’énergie des Pyrénées-Atlantiques ;
- le syndicat intercommunal à vocation scolaire du Palay ;
- le syndicat intercommunal d’alimentation en eau potable (SIAEP) du Vic-Bilh Montanérès.

## Population et société

### Démographie
L'évolution du nombre d'habitants est connue à travers les recensements de la population effectués dans la commune depuis 1793. Pour les communes de moins de 10 000 habitants, une enquête de recensement portant sur toute la population est réalisée tous les cinq ans, les populations de référence des années intermédiaires étant quant à elles estimées par interpolation ou extrapolation. Pour la commune, le premier recensement exhaustif entrant dans le cadre du nouveau dispositif a été réalisé en 2004.

En 2022, la commune comptait 170 habitants, en évolution de −3,41 % par rapport à 2016 (Pyrénées-Atlantiques : +3,78 %, France hors Mayotte : +2,11 %).
| 1793 | 1800 | 1806 | 1821 | 1831 | 1836 | 1841 | 1846 | 1851 |
| ---- | ---- | ---- | ---- | ---- | ---- | ---- | ---- | ---- |
| 397  | 406  | 471  | 493  | 476  | 508  | 495  | 469  | 453  |

| 1856 | 1861 | 1866 | 1872 | 1876 | 1881 | 1886 | 1891 | 1896 |
| ---- | ---- | ---- | ---- | ---- | ---- | ---- | ---- | ---- |
| 419  | 373  | 363  | 353  | 359  | 338  | 353  | 334  | 317  |

| 1901 | 1906 | 1911 | 1921 | 1926 | 1931 | 1936 | 1946 | 1954 |
| ---- | ---- | ---- | ---- | ---- | ---- | ---- | ---- | ---- |
| 287  | 272  | 248  | 205  | 200  | 185  | 185  | 171  | 166  |

| 1962 | 1968 | 1975 | 1982 | 1990 | 1999 | 2004 | 2006 | 2009 |
| ---- | ---- | ---- | ---- | ---- | ---- | ---- | ---- | ---- |
| 153  | 143  | 141  | 148  | 153  | 144  | 151  | 153  | 160  |

| 2014 | 2019 | 2022 | - | - | - | - | - | - |
| ---- | ---- | ---- | - | - | - | - | - | - |
| 174  | 170  | 170  | - | - | - | - | - | - |

## Économie
- Exploitations agricoles.

## Culture locale et patrimoine

### Patrimoine civil
- Le château de Labatut-Figuières, dit château de Navailles[35], date partiellement du XVIe siècle.

Il est antérieur au château (détruit) de Barbanègre, au lieu-dit du même nom, (XVIIe et XVIIIe siècles).
- La commune présente un ensemble de demeures et de fermes[37] des XVIIe, XVIIIe et XIXe siècles.

### Patrimoine religieux
L'église Saint-Martin date partiellement du XVIIe siècle. Elle recèle du mobilier et des objets inscrits à l'inventaire général du patrimoine culturel.